# Maria Paseka
Maria Valerijevna Paseka (Russisch: Мария Валерьевна Пасека) (Moskou, 19 juli 1995) is een Russisch toestelturnster met de vloer en de sprong als sterkste onderdelen. Ze behaalde een zilveren medaille in de landenmeerkamp op de Olympische Spelen van 2012 en die van 2016. Op de spelen van 2012 won ze ook het brons op de sprong; in die van 2016 het zilver.

## Biografie
Paseka begon op haar zesde met turnen bij de Moskou Dynamo Gymnastiekclub. In 2009 werd Marina Ulyankina haar coach en onder diens leiding begon een jaar later haar internationale carrière. Die begon met de Europese jeugdkampioenschappen in 2010 waar Paseka samen met het Russisch team goud pakte in de meerkamp en individueel zilver op sprong.
Ze liep een blessure op waardoor ze een tijd niet in competitie kon turnen. Na een aantal operaties kwam ze in augustus 2011 terug en won brons op sprong bij de Beker van Rusland. In 2012 won ze met het Russisch team zilver op de Europese kampioenschappen. Ze werd als laatste gekozen voor het Russisch team op de Olympische Spelen in Londen. Het team haalde er zilver in de meerkamp, na de Verenigde Staten, en Paseka haalde brons met haar amanar op sprong.
In 2013 won Paseka brons aan de brug ongelijk op de Europese kampioenschappen in Moskou, maar viel twee keer bij de sprong. In 2015 behoorde ze eerst niet tot de Russische selectie, maar viel dan in voor de geblesseerde Alla Sosnitskaya. Ze behaalde toen het goud op de sprong.
Op de Olympische Spelen in Rio de Janeiro won ze net als vier jaar eerder het zilver in de landenmeerkamp. Ook in de toestelfinale van de sprong won ze de zilveren medaille.